# Kevin Costner
Kevin Michael Costner (ur. 18 stycznia 1955 w Lynwood) – amerykański aktor, reżyser, producent filmowy i muzyk.
Wielokrotny zdobywca najważniejszych nagród filmowych – dwóch Oscarów, dwóch Złotych Globów, Nagrody Emmy, dwóch Nagród Gildii Aktorów Ekranowych, Cezara Honorowego, Nagrody Japońskiej Akademii Filmowej i dwóch People’s Choice Award.
W 2003 otrzymał własną gwiazdę w Alei Gwiazd w Los Angeles znajdującą się przy 6801 Hollywood Boulevard.

## Życiorys

### Rodzina i edukacja
Urodził się w Lynwood w stanie Kalifornia jako trzeci, najmłodszy syn elektryka Williama Costnera i Sharon Tedrick. Rodzina Costnera była pochodzenia angielskiego, irlandzkiego, niemieckiego i czirokeskiego. Jego dwaj starsi bracia to Daniel Craig (ur. 1950) i Mark Douglas (zm. 1953 przy porodzie).
Uczęszczał do McKevette School, Cabrillo Jr. High School i Buena High, następnie do Mt. Whitney High School w Visalia w stanie Kalifornia, a w 1973 roku ukończył kalifornijską szkołę średnią Villa Park High School w Villa Park. W 1978 roku otrzymał dyplom ukończenia California State University w Fullerton na wydziale biznesu i marketingu, po czym podjął pracę w wyuczonym zawodzie. Pracował jako kierowca ciężarówki, nurek i przewodnik wycieczek.

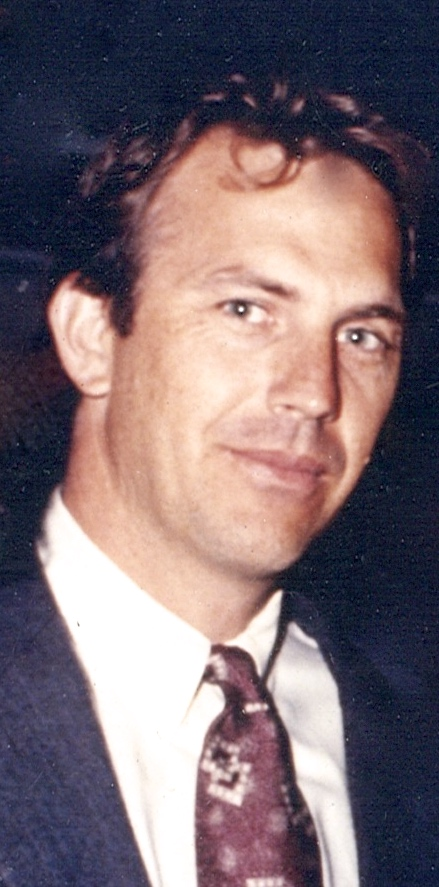
Costner (1990)

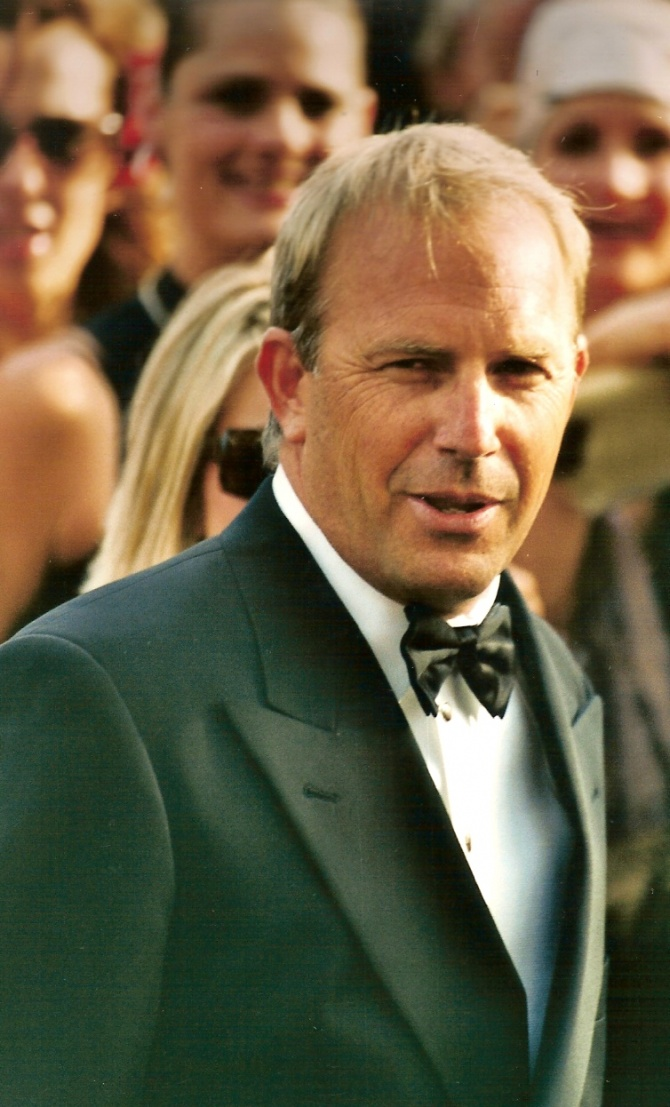
Costner (2003)

Podczas jednego z lotów spotkał Richarda Burtona, pod którego wpływem rzucił dotychczasową pracę i przeniósł się do Hollywood.

### Kariera
W branży filmowej na początku brał udział w kilku filmach erotycznych, ale wkrótce postanowił, że chce poczekać na poważną produkcję. Nie pracował przez prawie sześć lat, czekając na rolę kinową, którą wreszcie otrzymał w psychodramacie filmowym Lawrence Kasdana – opowieści o rozczarowaniach kontestatorów i zagubionych byłych buntowników z końca lat 60. Wielki chłód (The Big Chill, 1983) z udziałem Glenn Close, Toma Berengera i Kevina Kline. Co prawda jego występ został wycięty w montażu, ale reżyser go zapamiętał i powierzył mu rolę Jake’a w westernie Silverado (1985), która okazała się początkiem kariery.
Zdobył wiele nagród, w tym dwa Oscary za reżyserię i produkcję oraz Srebrnego Niedźwiedzia na Festiwalu Filmowym w Berlinie za główną rolę w westernie Tańczący z wilkami (1991).
Do czasu Titanica Jamesa Camerona (1997) wyprodukowany przez niego film Wodny świat (1995) był najdroższym filmem w historii kina (175 mln dolarów).
Kevin Costner to również muzyk. W 2007 założył zespół muzyczny z pogranicza rocka i country Kevin Costner & Modern West, gdzie śpiewa i gra na gitarze. Wraz z grupą nagrał albumy: Untold Truths (2008), Turn It On (2010), From Where I Stand (2011) oraz Famous for Killing Each Other: Music from and Inspired By Hatfields & McCoys (2012).
W serialu Paramount Network Yellowstone (2018), którego także był producentem wykonawczym, z udziałem Wesa Bentleya, Kelly Reilly, Luke’a Grimesa, Cole’a Hausera i Gila Birminghama, zagrał postać Johna Duttona, właściciela największego rancza w USA.

## Życie prywatne
Był żonaty z Cindy Silvą (od 5 marca 1978 do 12 grudnia 1994), z którą ma dwie córki – Annie (ur. 15 kwietnia 1984) i Lily (ur. 4 sierpnia 1986) oraz syna Joego (ur. 31 stycznia 1988).
Ze związku (1995–1996) z Bridget Rooney, wnuczką właściciela National Football League Arta Rooneya, ma syna Liama (ur. 1996).
25 września 2004 poślubił projektantkę mody Christine Baumgartner (ur. 1974). Mają dwóch synów Caydena Wyatta (ur. 5 maja 2007) i Hayesa Logana (ur. 12 lutego 2009) oraz córkę Grace. W 2023 roku Baumgartner złożyła pozew o rozwód.

## Filmografia
| Rok  | Tytuł                                                                        | Rola                                   | Reżyser                             |
| ---- | ---------------------------------------------------------------------------- | -------------------------------------- | ----------------------------------- |
| 1981 | Rozpalona plaża USA (Sizzle Beach, U.S.A.)                                   | John Logan                             | Richard Brander                     |
| 1982 | Frances                                                                      | Luther                                 | Graeme Clifford                     |
| 1982 | Nocna zmiana (Night Shift)                                                   | student na przyjęciu                   | Ron Howard                          |
| 1982 | Chasing Dreams                                                               | Ed                                     | Therese Conte, Sean Roche           |
| 1983 | Testament                                                                    | Phil Pitkin                            | Lynne Littman                       |
| 1983 | Rycerze Stacy (Stacy’s Knights)                                              | Will Bonner                            | Jim Wilson                          |
| 1983 | Table for Five                                                               | Newlywed Husband                       | Robert Lieberman                    |
| 1983 | Wielki chłód (The Big Chill)                                                 | Alex Marshall                          | Lawrence Kasdan                     |
| 1984 | Ruchome cienie (Shadows Run Black)                                           | Jimmy Scott                            | Howard Heard                        |
| 1985 | Fandango                                                                     | Gardner Barnes                         | Kevin Reynolds                      |
| 1985 | Silverado                                                                    | Jake                                   | Lawrence Kasdan                     |
| 1985 | Kolarze (American Flyers)                                                    | Marcus Sommers                         | John Badham                         |
| 1985 | Niesamowite historie (Amazing Stories: Book One, serial TV)                  | kapitan                                | Steven Spielberg (odc. The Mission) |
| 1987 | Nietykalni (The Untouchables)                                                | Eliot Ness                             | Brian De Palma                      |
| 1987 | Bez wyjścia (No Way Out)                                                     | porucznik komandor Tom Farrell         | Roger Donaldson                     |
| 1988 | Byki z Durham (Bull Durham)                                                  | Crash Davis                            | Ron Shelton                         |
| 1989 | Handlarz bronią (The Gunrunner)                                              | Ted                                    | Nardo Castillo                      |
| 1989 | Pole marzeń (Field of Dreams)                                                | Ray Kinsella                           | Phil Alden Robinson                 |
| 1990 | Odwet (Revenge)                                                              | Michael J. ‘Jay’ Cochran               | Tony Scott                          |
| 1990 | Gwiazdy i ochrona środowiska (The Earth Day Special, ABC)                    | barman                                 |                                     |
| 1990 | Tańczący z wilkami (Dances with Wolves)                                      | porucznik John Dunbar                  | Kevin Costner                       |
| 1991 | JFK                                                                          | Jim Garrison                           | Oliver Stone                        |
| 1991 | Robin Hood: Książę złodziei (Robin Hood: Prince of Thieves)                  | Robin Hood                             | Kevin Reynolds                      |
| 1992 | Bodyguard                                                                    | Frank Farmer                           | Mick Jackson                        |
| 1993 | Doskonały świat (A Perfect World)                                            | Robert „Butch” Haynes                  | Clint Eastwood                      |
| 1994 | Wojna (The War)                                                              | Stephen Simmons                        | Jon Avnet                           |
| 1994 | Wyatt Earp                                                                   | Wyatt Earp                             | Lawrence Kasdan                     |
| 1994 | Wiek kina (A Century of Cinema)                                              | w roli samego siebie                   | Caroline Thomas                     |
| 1995 | Wodny świat (Waterworld)                                                     | Mariner                                | Kevin Reynolds                      |
| 1996 | Tin Cup                                                                      | Roy ‘Tin Cup’ McAvoy                   | Ron Shelton                         |
| 1997 | Wysłannik przyszłości (The Postman)                                          | Listonosz                              | Kevin Costner                       |
| 1999 | Gra o miłość (For Love of the Game)                                          | Billy Chapel                           | Sam Raimi                           |
| 1999 | List w butelce (Message in a Bottle)                                         | Garret Blake                           | Luis Mandoki                        |
| 1999 | Kumpel do bicia (Play It to the Bone)                                        | fan w pierwszym rzędzie (cameo)        | Ron Shelton                         |
| 2000 | Trzynaście dni (Thirteen Days)                                               | Kenny O’Donnell                        | Roger Donaldson                     |
| 2001 | 3000 mil do Graceland (3000 Miles to Graceland)                              | Thomas J. Murphy                       | Demian Lichtenstein                 |
| 2002 | Sean Connery: An Intimate Portrait                                           | w roli samego siebie                   | Louise Krakower, Michael Tobias     |
| 2002 | Znamię (Dragonfly)                                                           | Joe Darrow                             | Tom Shadyac                         |
| 2003 | Bezprawie (Open Range)                                                       | Charley Waite                          | Kevin Costner                       |
| 2005 | Z ust do ust (Rumor Has It...)                                               | Beau Burroughs                         | Rob Reiner                          |
| 2005 | Ostre słówka (The Upside of Anger)                                           | Denny Davies                           | Mike Binder                         |
| 2006 | Patrol (The Guardian)                                                        | Ben Randall                            | Andrew Davis                        |
| 2007 | Mr. Brooks (Mr. Brooks)                                                      | Pan Earl Brooks                        | Bruce A. Evans                      |
| 2008 | Najważniejszy głos (Swing Vote)                                              | Bud Johnson                            | Joshua Michael Stern                |
| 2009 | Córka (The New Daughter)                                                     | John James                             | Luis Berdejo                        |
| 2010 | W firmie (The Company Men)                                                   | Jack Dolan                             | John Wells                          |
| 2012 | Hatfields & McCoys (miniserial TV)                                           | William Anderson „Devil Anse” Hatfield | Kevin Reynolds                      |
| 2013 | Człowiek ze stali (Man of Steel)                                             | Jonathan Kent                          | Zack Snyder                         |
| 2014 | 72 godziny (3 Days To Kill)                                                  | Ethan Renner                           | McG                                 |
| 2014 | Jack Ryan: Teoria chaosu (Jack Ryan: Shadow Recruit)                         | Thomas Harper                          | Kenneth Branagh                     |
| 2014 | Ostatni gwizdek (Draft Day)                                                  | Sonny Weaver Jr.                       | Ivan Reitman                        |
| 2014 | The Man Who Saved the World                                                  | w roli samego siebie                   | Peter Anthony                       |
| 2015 | Czarne i białe (Black or White)                                              | Elliot Anderson                        | Mike Binder                         |
| 2015 | McFarland, USA                                                               | Jim White                              | Niki Caro                           |
| 2016 | Batman v Superman: Świt sprawiedliwości (Batman v Superman: Dawn of Justice) | Jonathan Kent (Cameo)                  | Zack Snyder                         |
| 2016 | Umysł przestępcy (Criminal)                                                  | Jericho Stewart                        | Ariel Vromen                        |
| 2016 | Ukryte działania (Hidden Figures)                                            | Al Harrison                            | Theodore Melfi                      |
| 2017 | Gra o wszystko (Molly’s Game)                                                | Larry Bloom                            | Aaron Sorkin                        |
| 2019 | The Highwaymen                                                               | Frank Hamer                            | John Lee Hancock                    |
| 2019 | Sztuka ścigania się w deszczu (The Art of Racing in the Rain)                | Enzo (głos)                            | Simon Curtis                        |
| 2019 | Yellowstone (serial)                                                         | John Dutton                            | Taylor Sheridan, John Linson        |
| 2020 | Prawo krwi (Let Him Go)                                                      | George Blackledge                      | Thomas Bezucha                      |
| 2021 | Liga Sprawiedliwości Zacka Snydera (Zack Snyder’s Justice League)            | Jonathan Kent                          | Zack Snyder                         |

### Reżyser
- Tańczący z wilkami (1990)
- Wodny świat (1995)
- Wysłannik przyszłości (1997)
- Bezprawie (2003)

### Producent
- Tańczący z wilkami (1990)
- Odwet (1990)
- Robin Hood: Książę złodziei (1991)
- Bodyguard (1992)
- Rapa Nui (1994)
- Wyatt Earp (1994)
- Wysłannik przyszłości (1997)
- List w butelce (1999)
- Trzynaście dni (2000)
- Bezprawie (Open Range, 2003)

## Nagrody
| Rok  | Nagroda                              | Kategoria                                                   | Film                               |
| ---- | ------------------------------------ | ----------------------------------------------------------- | ---------------------------------- |
| 1991 | Nagroda „Bravo”                      | Złota statuetka Bravo Otto dla najlepszego aktora           | –                                  |
| 1991 | Nagroda Akademii Filmowej            | Najlepszy reżyser                                           | Tańczący z wilkami (1990)          |
| 1991 | Najlepszy film                       | Najlepszy reżyser                                           | Tańczący z wilkami (1990)          |
| 1991 | Złoty Glob                           | Najlepszy reżyser                                           | Tańczący z wilkami (1990)          |
| 1991 | 41. MFFilmowy w Berlinie             | Najlepszy reżyser                                           | Tańczący z wilkami (1990)          |
| 1992 | Nagroda Japońskiej Akademii Filmowej | Najlepszy film zagraniczny                                  | Tańczący z wilkami (1990)          |
| 1992 | Nagroda „Bravo”                      | Złota statuetka Bravo Otto dla najlepszego aktora           | –                                  |
| 1992 | Złota Malina                         | Najgorszy aktor                                             | Robin Hood: Książę złodziei (1991) |
| 1992 | People’s Choice Award                | Ulubiony dramatyczny aktor filmowy                          | –                                  |
| 1993 | People’s Choice Award                | Ulubiony dramatyczny aktor filmowy                          | –                                  |
| 1993 | People’s Choice Award                | Ulubiony aktor filmowy                                      | –                                  |
| 1993 | Nagroda „Bravo”                      | Srebrna statuetka Bravo Otto dla najlepszego aktora         | –                                  |
| 1994 | Nagroda „Bravo”                      | Brązowa statuetka Bravo Otto dla najlepszego aktora         | –                                  |
| 1995 | Złota Malina                         | Najgorszy aktor                                             | Wyatt Earp (1994)                  |
| 1995 | Złota Malina                         | Najgorszy remake lub sequel                                 | Wyatt Earp (1994)                  |
| 1998 | Złota Malina                         | Najgorszy film                                              | Wysłannik przyszłości (1997)       |
| 1998 | Złota Malina                         | Najgorsza reżyseria                                         | Wysłannik przyszłości (1997)       |
| 1998 | Złota Malina                         | Najgorszy aktor                                             | Wysłannik przyszłości (1997)       |
| 2012 | Nagroda Emmy                         | Najlepszego główny aktor w serialu lub filmie telewizyjnym  | Hatfields & McCoys (2012)          |
| 2013 | Złoty Glob                           | Ulubiony aktor w miniserialu lub filmie telewizyjnym        | Hatfields & McCoys (2012)          |
| 2013 | Nagroda Gildii Aktorów Ekranowych    | Wybitny występ aktora w filmie telewizyjnym lub miniserialu | Hatfields & McCoys (2012)          |
| 2013 | César                                | Cezar Honorowy                                              | –                                  |
| 2017 | Nagroda Gildii Aktorów Ekranowych    | Wybitny występ obsady                                       | Ukryte działania (2016)            |
| 2023 | Złoty Glob                           | Najlepszy aktor w serialu dramatycznym                      | Yellowstone (2022)                 |

## Odznaczenia
- Officier Orderu Sztuki i Literatury – Francja, 2024[21]